# 中国回教经书局
中国回教经书局是中國歷史上一個負責銷售、编译、出版伊斯兰教经书的机构。20世纪20年代开办于上海市。買俊三任主编，开始时該機構转营从埃及运来的阿拉伯文经书，如古兰经、圣训等。1930年起设编译、印刷、装订、营业部门。先后出版中文和中阿文对照的伊斯兰教书籍。后又重印或代售明清以来的中国伊斯兰教汉文译著，包括王岱舆、刘智、马德新等人的著作，以及留埃学生马坚等人的译作和王静斋的《古兰经译解》等。1934年机构更名中国回教书局。1937年淞沪會战爆發后，印刷、装订工厂被毁，
其餘经书搬运到中國西北，在甘肃临夏设中国回教书局临夏分局，业务继续由買俊三主持。1952年（一說1949年），中国回教书局在上海恢复业务，至1956年公私合营结束业务。